# Штайнальп
Штайнальп (нем. Steinalp) — река в Германии, протекает по земле Рейнланд-Пфальц. Площадь бассейна реки составляет 90,659 км². Длина реки — 13,1 км. Название состоит из слов «камень», «каменистый», и -alp — кельтский корень, означающий «текущая вода».